# Prabos plus
Prabos plus a.s. je česká společnost se sídlem ve Slavičíně, která se zabývá výrobou pracovní a volnočasové obuvi s tradicí sahající do roku 1860. Mezi její firemní zákazníky patří ČEZ, ŠKODA AUTO nebo ABB. Jejím největším zákazníkem je Armáda ČR, která jí v roce 2017 přinesla 41 % tržeb. Svou obuv dodala také  Makedonské policii, německému Bundeswehru, armádám Litvy, Švýcarska, Nizozemska a Velké Británie. V roce 2023 měla 204 zaměstnanců.

## Historie společnosti
Tradice společnosti sahá do roku 1860, kdy vznikla společnost Japis, která zpracovávala usně a po první světové válce zahájila také výrobu obuvi. V roce 1948 byla znárodněna a v roce 1991 se závod transformoval jako samostatná divize společnosti Svit Zlín. V roce 1998 poprvé získala licenci Gore-Tex.
V roce 2006 ji poprvé koupili Jaroslav Palát a Juraj Vozár, kteří ji o dva roky později prodali polské společnosti Protektor. Pod jejím vedením však společnost ztratila pozici na trhu a v roce 2010 i licenci Gore-Tex. V roce 2012 společnost proto dvojice Palát a Vozár opět koupila a o rok později společnost opět získala licenci Gore-Tex.
V roce 2018 společnost otevřela šicí dílnu na Ukrajině a její akcie se začaly veřejně obchodovat.

## Produkty
Společnost nabízí obuv pro průmyslové použití, vojenské, hasičské a záchranné složky. V poslední době se zaměřuje také na rozvoj volnočasové trekové obuvi pro dospělé i děti.
Při jejich výrobě používá materiály GoteTex, VIBRAM nebo 3M Thinsulate a je držitelem certifikátu kvality ČSN EN ISO 9001:2008 a certifikátu AQAP.

## Hospodaření společnosti
V roce 2017 dosáhla společnost čistého zisku 42,5 mil. Kč při tržbách 329 mil. Kč. Při vstupu na burzu v roce 2018 společnost očekávala, že v roce 2020 dosáhne zisku 54,1 mil. Kč při tržbách 421 mil. Kč.

## Akcie
V květnu 2018 společnost vstoupila na trh START Burzy cenných papírů Praha, kdy se její akcie upsaly za 400 Kč. Část akcií byla upsána také drobným investorům na RM-SYSTÉMu, kde se nyní její akcie volně obchodují.

## Dividendová politika
Společnost zamýšlí vyplácet 60 % čistého zisku jako dividendu. Poprvé ji vyplatila v roce 2018. V roce 2019 ze zisku za rok 2018 poprvé jako veřejně obchodovaná společnost vyplatila dividendu ve výši 14,7 Kč před zdaněním.

## Akcionářská struktura
Do vstupu na trh START a RM-SYSTÉM, společnost rovným dílem vlastnili Juraj Vozár a Jaroslav Palát. Na konci září 2018 Jaroslav Palát svůj podíl snížil na 35,3 %, zbylých 14,7 % tak drží další investoři.